# Étienne Chatiliez
Étienne Chatiliez (Roubaix, 17 juni 1952) is een Frans filmregisseur en scenarist. Hij is de auteur van zeven komedies. Hij schrijft zijn scenario's meestal samen met Florence Quentin of met Laurent Chouchan. In zijn films licht hij echte en vermeende familierelaties door.

## Leven en werk

### Opleiding en job in de reclamewereld
Etienne Chatiliez behaalde eerst een baccalaureaat in de filosofie. Daarna ging hij aan de slag als radioredacteur voor Europe 1. Wat later maakte hij de overstap naar de reclamewereld en werkte hij voor het publiciteitsagentschap CLM & BBDO. Tussen 1980 en 1987 draaide hij reclamefilms voor de televisie, onder meer voor de schoen- en kledingfirma Éram en de deegwarenfirma Lustucru. Meerdere spots werden onderscheiden. De reclamespot Super Timor die hij draaide voor de gelijknamige anti-muggen spuitbus, is al vele jaren een klassieker op de 'Nuit des Publivores'.

### Vliegende start als filmregisseur
Chatiliez debuteerde in 1988 met La vie est un long fleuve tranquille, een satirische zedenkomedie die de cultuurschok in beeld bracht tussen twee totaal verschillende families die elkaar ontmoeten ten gevolge van een vroeger gebeurde ongewilde babyruil. De film kon rekenen op uitstekende kritieken en werd bekroond met vier Césars. De publieke waardering was zo groot dat de film dat jaar de op twee na populairste Franse film in Frankrijk was. 

### Bevestiging van het succes
Tatie Danielle (1990), een bijtende komedie die helemaal draait rond de kribbige en onuitstaanbare tante Danielle, was een waardige opvolger. In 1995 leverde Chatiliez zijn derde speelfilm af: de komedie Le bonheur est dans le pré werd gedragen door het talent van hoofdvertolker Michel Serrault die onverwachts de kans ziet én grijpt om van bestaan te veranderen. De film deed het nog beter aan de kassa dan zijn twee voorgangers en werd bedacht met een César voor beste acteur in een bijrol voor Eddy Mitchell en met zes Césarnominaties. In 1999 was Chatiliez voor het eerst als acteur te zien in de komedie Doggy Bag (Frédéric Comtet). In 2000 verleende hij zijn medewerking aan de collectieve film Scénarios sur la drogue, de verfilming van 24 via een wedstrijd geselecteerde scenario's over de drugsproblematiek. 
Een jaar later draaide hij de komische zedenschets Tanguy, zijn voorlopig laatste commerciële voltreffer. De film schoof een vertegenwoordiger naar voor van het fenomeen van de boomerang generation: het 28-jarige hoofdpersonage Tanguy maakt na zijn langdurige studies nog steeds geen aanstalten om het ouderlijk dak te verlaten om op eigen benen te gaan staan omdat hij zowel van zijn ouders houdt als van het materieel comfort dat ze hem bieden. 

### (Voorlopig) einde van het succesverhaal
De volgende films van Chatiliez genoten veel minder bijval. De wrange komedie La confiance règne (2004) flopte aan de kassa net zoals de mildere familiale komedie L'Oncle Charles (2012), en dit ondanks de bezielde vertolking van de titelrol door Eddy Mitchell. Alleen de musical Agathe Cléry (2008) kon het publiek wat meer bekoren.

## Filmografie
- 1986 - Super Timor (reclamespot)
- 1988 - La vie est un long fleuve tranquille
- 1990 - Tatie Danielle
- 1995 - Le bonheur est dans le pré
- 2000 - La famille médicament (episode van de collectieve film Scénarios sur la drogue)
- 2001 - Tanguy
- 2004 - La confiance règne
- 2008 - Agathe Cléry
- 2012 - L'Oncle Charles
- 2019 - Tanguy, le retour

- Bibliothèque nationale de France: cb12083382t (data)
- Gemeinsame Normdatei: 120275481
- International Standard Name Identifier: 0000 0000 4862 7831
- Library of Congress Control Number: nr97040859
- MusicBrainz: b3cc67e7-837d-45f6-b2f8-4852c4fc80ac
- Nationale Bibliotheek van Israël: 987007350515405171
- Nederlandse Thesaurus van Auteursnamen: 110977718
- SNAC: w6j42gxt
- Système universitaire de documentation: 029147670
- Virtual International Authority File: 27091064
- WorldCat: E39PBJmXFcrFW73dpyYH4G4yVC